# Chimie ParisTech
Chimie ParisTech (École nationale supérieure de chimie de Paris), er en fransk ingeniørskole tilknyttet PSL Research University.
Instituttet blev oprettet i 1896 (af Charles Friedel) i 1906 (Institut de chimie appliquée).